# Go Ahead in het seizoen 1956/57
Het seizoen 1956/1957 was het derde jaar in het bestaan van de Deventerse betaaldvoetbalclub Go Ahead. De club kwam uit in de Tweede divisie A en eindigde daarin op de 13e plaats. Ook werd deelgenomen aan de KNVB beker, hierin werd in de eerste ronde verloren van Nieuw Buinen met 3–2.

## Wedstrijdstatistieken

### Tweede divisie A
|       | Be Quick | Enschedese Boys | Heerenveen | Heracles | Leeuwarden | Oldenzaal | Oosterparkers | PEC   | Rheden | Tubantia | Veendam | Velocitas | Zwartemeer | Zwolsche Boys |
| ----- | -------- | --------------- | ---------- | -------- | ---------- | --------- | ------------- | ----- | ------ | -------- | ------- | --------- | ---------- | ------------- |
| Thuis | 1 – 0    | 1 – 2           | 1 – 2      | 2 – 1    | 1 – 2      | 0 – 2     | 2 – 1         | 3 – 0 | 0 – 3  | 1 – 2    | 3 – 4   | 1 – 3     | 7 – 3      | 2 – 0         |
| Uit   | 3 – 0    | 0 – 1           | 1 – 1      | 2 – 2    | 4 – 3      | 4 – 2     | 1 – 4         | 5 – 2 | 3 – 3  | 2 – 1    | 1 – 1   | 4 – 3     | 4 – 2      | 0 – 0         |

### KNVB Beker
| 1e ronde                                                   | Nieuw Buinen                       | 3 – 2 (2 – 1) | Go Ahead                                |
| 19 augustus 1956 Plaats: Nieuw-Buinen Sportpark Zuiderdiep | Boes 20' Fré Mensinga 24' Boon 65' |               | 42' Ab van den Berg 73' Jan Nieuwenhuis |

## Statistieken Go Ahead 1956/1957

### Eindstand Go Ahead in de Nederlandse Tweede divisie B 1956 / 1957
| Stand | Gespeeld | Gewonnen | Gelijk | Verloren | Punten | Doelpunten voor | Doelpunten tegen |
| ----- | -------- | -------- | ------ | -------- | ------ | --------------- | ---------------- |
| 13e   | 28       | 8        | 5      | 15       | 21     | 50              | 59               |

### Topscorers
| #                | Naam                   | Goal |
| ---------------- | ---------------------- | ---- |
| 1.               | Joop Butter            | 15   |
| 2.               | Willy Mos              | 12   |
| 3.               | Tonny van Gelder       | 4    |
| 4.               | Piet Maatman           | 3    |
| 4.               | Henk Strokappe         | 3    |
| 4.               | Henk Wessels           | 3    |
| 4.               | Hans Winter            | 3    |
| 8.               | Henk Mol               | 2.   |
| 9.               | Tonny Hulsegge         | 1    |
| 9.               | Dé Huurenkamp          | 1    |
| 9.               | Herman Strokappe       | 1    |
| 9.               | Jan ten Wolde          | 1    |
| Eigen doelpunten |                        |      |
| –                | Toon Valks (Oldenzaal) | 1    |
| Totaal           | Totaal                 | 50   |

| #      | Naam            | Goal |
| ------ | --------------- | ---- |
| 1.     | Ab van den Berg | 1    |
| 1.     | Jan Nieuwenhuis | 1    |
| Totaal | Totaal          | 2    |

### Punten per speelronde
| Speelronde | 1 | 2 | 3 | 4 | 5 | 6 | 7 | 8 | 9 | 10 | 11 | 12 | 13 | 14 | 15 | 16 | 17 | 18 | 19 | 20 | 21 | 22 | 23 | 24 | 25 | 26 | 27 | 28 |
| ---------- | - | - | - | - | - | - | - | - | - | -- | -- | -- | -- | -- | -- | -- | -- | -- | -- | -- | -- | -- | -- | -- | -- | -- | -- | -- |
| Punten     | 2 | 2 | 0 | 2 | 1 | 2 | 0 | 1 | 2 | 0  | 0  | 0  | 0  | 0  | 0  | 1  | 0  | 1  | 0  | 2  | 0  | 0  | 2  | 0  | 0  | 1  | 0  | 2  |

### Punten na speelronde
| Speelronde | 1 | 2 | 3 | 4 | 5 | 6 | 7 | 8  | 9  | 10 | 11 | 12 | 13 | 14 | 15 | 16 | 17 | 18 | 19 | 20 | 21 | 22 | 23 | 24 | 25 | 26 | 27 | 28 |
| ---------- | - | - | - | - | - | - | - | -- | -- | -- | -- | -- | -- | -- | -- | -- | -- | -- | -- | -- | -- | -- | -- | -- | -- | -- | -- | -- |
| Punten     | 2 | 4 | 4 | 6 | 7 | 9 | 9 | 10 | 12 | 12 | 12 | 12 | 12 | 12 | 12 | 13 | 13 | 14 | 14 | 16 | 16 | 16 | 18 | 18 | 18 | 19 | 19 | 21 |

### Doelpunten per speelronde
| Speelronde | 1 | 2 | 3 | 4 | 5 | 6 | 7 | 8 | 9 | 10 | 11 | 12 | 13 | 14 | 15 | 16 | 17 | 18 | 19 | 20 | 21 | 22 | 23 | 24 | 25 | 26 | 27 | 28 | Totaal |
| ---------- | - | - | - | - | - | - | - | - | - | -- | -- | -- | -- | -- | -- | -- | -- | -- | -- | -- | -- | -- | -- | -- | -- | -- | -- | -- | ------ |
| Doelpunten | 1 | 2 | 3 | 2 | 3 | 2 | 3 | 1 | 3 | 0  | 1  | 1  | 0  | 2  | 1  | 0  | 1  | 2  | 0  | 4  | 3  | 1  | 1  | 2  | 1  | 1  | 2  | 7  | 50     |